# Crunomys
Crunomys — рід пацюків (Rattini), що родом із Філіппін і Сулавесі.

## Морфологічна характеристика
Довжина голови і тулуба від 98 до 122 мм і довжина хвоста від 68 до 79 мм. Волосяний покрив короткий і щільний, густо усипаний плоскими колючими волосками. Тіло кремезне, голова коротка й широка. Очі малі. Вуха малі та круглі. Вуса довгі. Хвіст, як правило, коротший за голову і тулуб і рівномірно вкритий коротким волоссям. Задні кінцівки короткі, лапи тонкі, пальці забезпечені тонкими і не вигнутими кігтями.